# باشگاه فوتبال آ. ئی کیفیسیا
باشگاه فوتبال آ. ئی کیفیسیا (یونانی: Α.Ε. Κηφισιάς) یک باشگاه فوتبال حرفه‌ای یونانی است که در کیفیسیا، یک شهر حومه‌ای در آتن، یونان واقع شده‌است. در سال ۲۰۱۲ پس از ادغام آ. او کیفسیا و آ. او. ک الپیدوفوروس در سوپر لیگ ۲، این باشگاه تأسیس شد.